# Ambrós
Ambrós (né Miguel Ambrosio Zaragoza le 31 août 1913 à Albuixech et mort le 30 septembre 1992) est un auteur de bande dessinée espagnol connu pour avoir créé El Capitán Trueno (1956-60) et El Corsario de Hierro (1970-81) avec le scénariste Víctor Mora. Il s'est retiré de la bande dessinée en 1981.

## Prix
- 1986 : Prix Haxtur de l'« auteur que nous aimons », pour l'ensemble de sa carrière